# Planwiesen
Planwiesen este o arie protejată (arie specială de conservare — SAC, sit de importanță comunitară — SCI) din Austria întinsă pe o suprafață de 110,3 ha, integral pe uscat.

## Localizare
Centrul sitului Planwiesen este situat la coordonatele 47°52′44″N 14°12′12″E / 47.8789°N 14.2032°E.

## Înființare
Situl Planwiesen a fost declarat sit de importanță comunitară în noiembrie 2014 pentru a proteja 1 specie de plante. Situl a fost protejat și ca arie specială de conservare în septembrie 2017.

## Biodiversitate
Situată în ecoregiunea alpină, aria protejată conține 3 habitate naturale: Pajiști cu Molinia pe soluri calcaroase, turboase sau argilos-nămoloase (Molinion caeruleae), Pante stâncoase calcaroase cu vegetație casmofită, Păduri de fag Asperulo-Fagetum.
La baza desemnării sitului se află o specie protejată de  plante: Gladiolus palustris.